# إدوين ر. فيلوز
إدوين ر. فيلوز (بالإنجليزية: Edwin R. Fellows)‏ هو مخترع أمريكي، ولد في 29 مايو 1865 في تورينغتون في الولايات المتحدة، وتوفي في 21 مايو 1945 في سبرينغفيلد في الولايات المتحدة.

## معرض صور

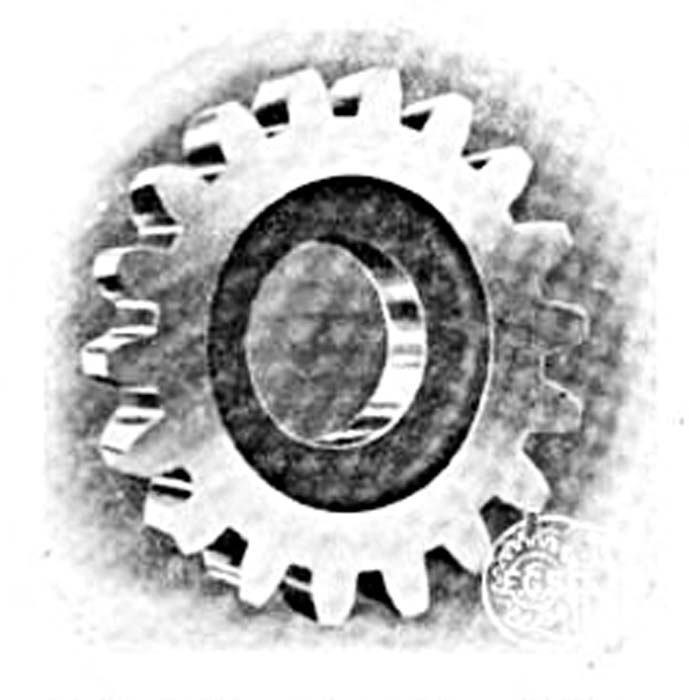
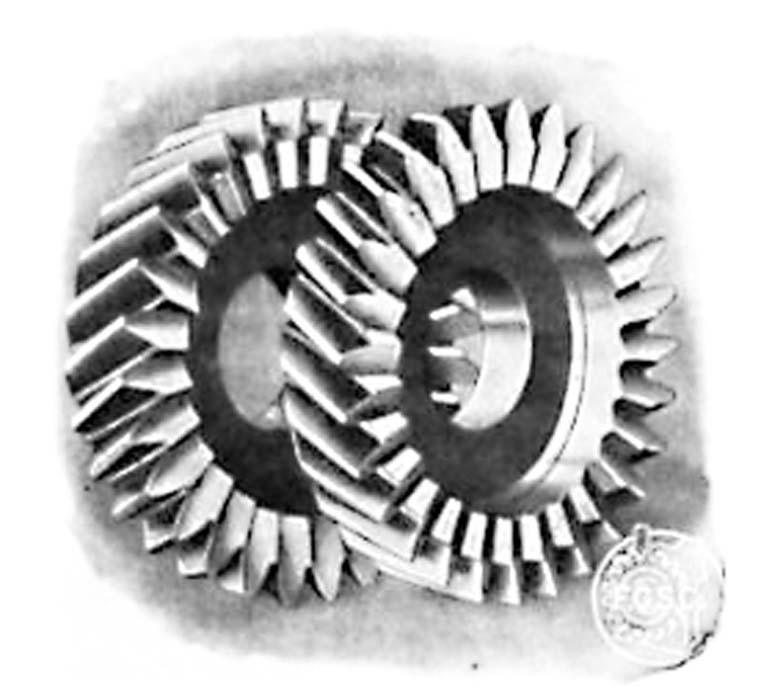
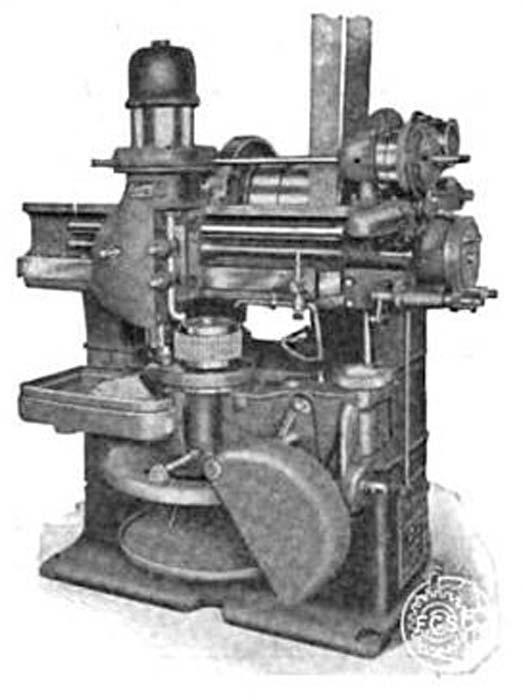
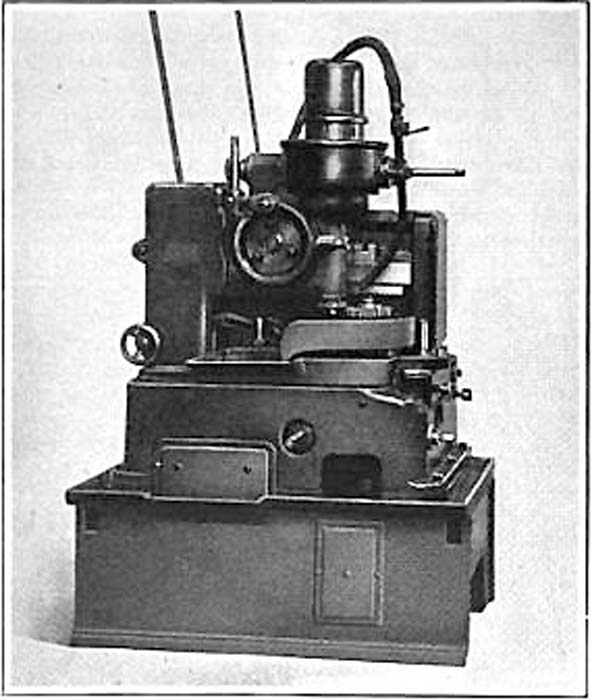